# Патрік Радден Кіф
Патрік Радден Кіф (англ. Patrick Radden Keefe, нар. 1976) — американський письменник і журналіст-розслідувач. Окрім того, що є автором чотирьох книг (Chatter, The Snakehead, Say Nothing та Empire of Pain), він багато пише для різних видань, зокрема The New Yorker, Slate та The New York Times Magazine. Він є штатним письменником The New Yorker.

## Кар'єра
Кіф виріс у Дорчестері, штат Массачусетс, відвідував Академію Мілтона й отримав ступінь бакалавра в Колумбійському університеті в 1999 році. Кіф здобув ступінь доктора юридичних наук у Єльській школі права, ступінь магістра філософії в галузі міжнародних відносин у Кембриджському університеті та магістра наук у Лондонській школі економіки. Він отримав численні стипендії, у тому числі від Marshall Scholarship Foundation, Guggenheim Foundation, Woodrow Wilson International Center for Scholars та Cullman Center for Scholars and Writers при Нью-Йоркській публічній бібліотеці. У 2010-11 роках працював радником з питань політики в офісі міністра оборони.
За свою кар'єру Кіф писав розслідувальні доповіді з широкого кола тем та питань. Серед тем — конфлікт щодо володіння запасами заліза в Гвінеї, ускладнення політики, з якими стикаються держави, які легалізують рекреаційну марихуану, та захоплення мексиканського наркобарона Хоакіна «Ель Чапо» Гусмана Лоери.
Розповідь Кіфа в Нью-Йоркері під назвою «Заряджений пістолет» 2013 року про біографію масового стрільця Емі Бішоп отримала Національну журнальну премію за художній текст. Окрім отримання Національної журнальної премії у 2014 році, він також був номінований на неї у 2015 році за текст «Полювання на Ель Чапо» та у 2016 році за «Де поховані тіла» про жінку, яка зникла у Північній Ірландії.
У 2020 році був ведучим подкасту «Wind of Change» («Вітер змін»), присвяченого особливим, культурним проєктам Центрального розвідувального управління США. В ньому він досліджував чутки про те, що пісню Wind of Change гурту Scorpions написали насправді у CIA.

## Книжки
У книжці Кіфа The Snakehead йшлося про Чен Чуй Пінг та її банду «змієголовців» у Нью-Йорку, яка діяла у 1984—2000 роках. Кіф описав, як Пінг масово незаконно ввозила іммігрантів з Китаю в США на вантажних суднах. Книга містить інтерв'ю з кількома з тих іммігрантів, де вони описують своє життя в США. У 2000 році Пінг була заарештована урядом Сполучених Штатів і засуджена до 35 років в'язниці за керівництво цими операціями. Джанет Маслін із «Нью-Йорк Таймс» описала «Змієголовців» як «надзвичайно ґрунтовно написану книгу, яка є не лише хронікою злочинів, а й пеаном працьовитості свого автора».
У книжці Chatter: Dispatches From the Secret World Of Global Eavesdropping («Балачки: повідомлення з таємного світу глобального прослуховування») Кіф розповідає, як американські органи безпеки, включаючи Агентство національної безпеки, підслуховують розмови між особами, яких підозрюють у причетності до тероризму, щоб визначити ймовірність терактів найближчим часом. Кіф описує електронні пристрої збору розвідданих для виявлення цього спілкування, яке часто називають «балачками» (англ. chatter), які він вивчає в контексті терактів 11 вересня. В огляді книги для The New York Times Вільям Граймс стверджує, що «містер Кіф пише чітко та розважально: як зацікавлений приватний громадянин, а не експерт».
У квітні 2021 року у видавництві Doubleday вийшла його книга Empire of Pain: The Secret History of the Sackler Dynasty («Імперія болю: таємна історія династії Саклерів»). У книзі розглядається сім'я Саклерів та їхня відповідальність за виготовлення знеболюючого препарату OxyContin фірмою Purdue Pharma. Книга є продовженням його статті у журналі Нью-Йоркер за 2017 рік «Родина, яка побудувала імперію болю».
У 2019 він отримав Національну премію кола критиків книжок (нехудожня література) за книжку Say Nothing («Нічого не кажіть: правдива історія вбивств і пам'яті в Північній Ірландії»). Також ця книжка отримала Орвеллівську премію й увійшла до десятки найкращих художніх та нон-фікшн книжок 2019 року за версією The Times Book Review.

### Книжки
- Keefe, Patrick Radden (2005). Chatter: Dispatches from the Secret World of Global Eavesdropping. New York: Random House.
- Keefe, Patrick Radden (2009). The Snakehead: An Epic Tale of the Chinatown Underworld and the American Dream. New York: Doubleday.
- Keefe, Patrick Radden (2019). Say Nothing: A True Story of Murder and Memory in Northern Ireland. New York: Doubleday.
- Keefe, Patrick Radden (2021). Empire of Pain: The Secret History of the Sackler Dynasty. New York: PanMacmillan.

### Есе та репортажі
- Keefe, Patrick Radden (7 травня 2007). The Idol Thief. Letter from Jaipur. The New Yorker: 58—67.
- — (3 вересня 2007). The Jefferson Bottles. The New Yorker: 106—117.
- — (July 8–15, 2013). Go-Between. The Talk of the Town. The Pictures. The New Yorker. 89 (20): 31.
- — (July 8–15, 2013). Buried Secrets: How an Israeli Billionaire Wrested Control of One of Africa's Biggest Prizes. A Reporter at Large. The New Yorker. 89 (20): 50—63.
- — (25 листопада 2013). Rocket Man: How an Unemployed Blogger Confirmed That Syria Had Used Chemical Weapons. Profiles. The New Yorker. 89 (38): 48, 53—61. Eliot Higgins.
- — (16 березня 2015). Where the Bodies are Buried. Letter from Belfast. The New Yorker. 91 (4): 42—61.
- — (1 лютого 2016). Snackish. The Talk of the Town. Visiting Dignitaries. The New Yorker. 91 (46): 18—19.
- Keefe, Patrick Radden. «The Bank Robber.» New Yorker (2016)[27]
- Keefe, Patrick Radden. «Anthony Bourdain's Moveable Feast.» New Yorker (2017): 52-65.[28]
- — (30 жовтня 2017). Empire of Pain: The Sackler Family's Ruthless Promotion of Opiods Generated Billions of Dollars—and Millions of Addicts. A Reporter at Large. The New Yorker. 93 (34): 34—49.
- — (7 січня 2019). Winning: How Mark Burnett, the King of Reality Television, Helped Turn a Floundering D-lister into President Trump. Profiles. The New Yorker. 94 (43): 30—45.

### КолонкаDouble Takeз newyorker.com
- Keefe, Patrick Radden (8 січня 2016). The last time El Chapo was captured. The New Yorker.